# Polygonia faunus

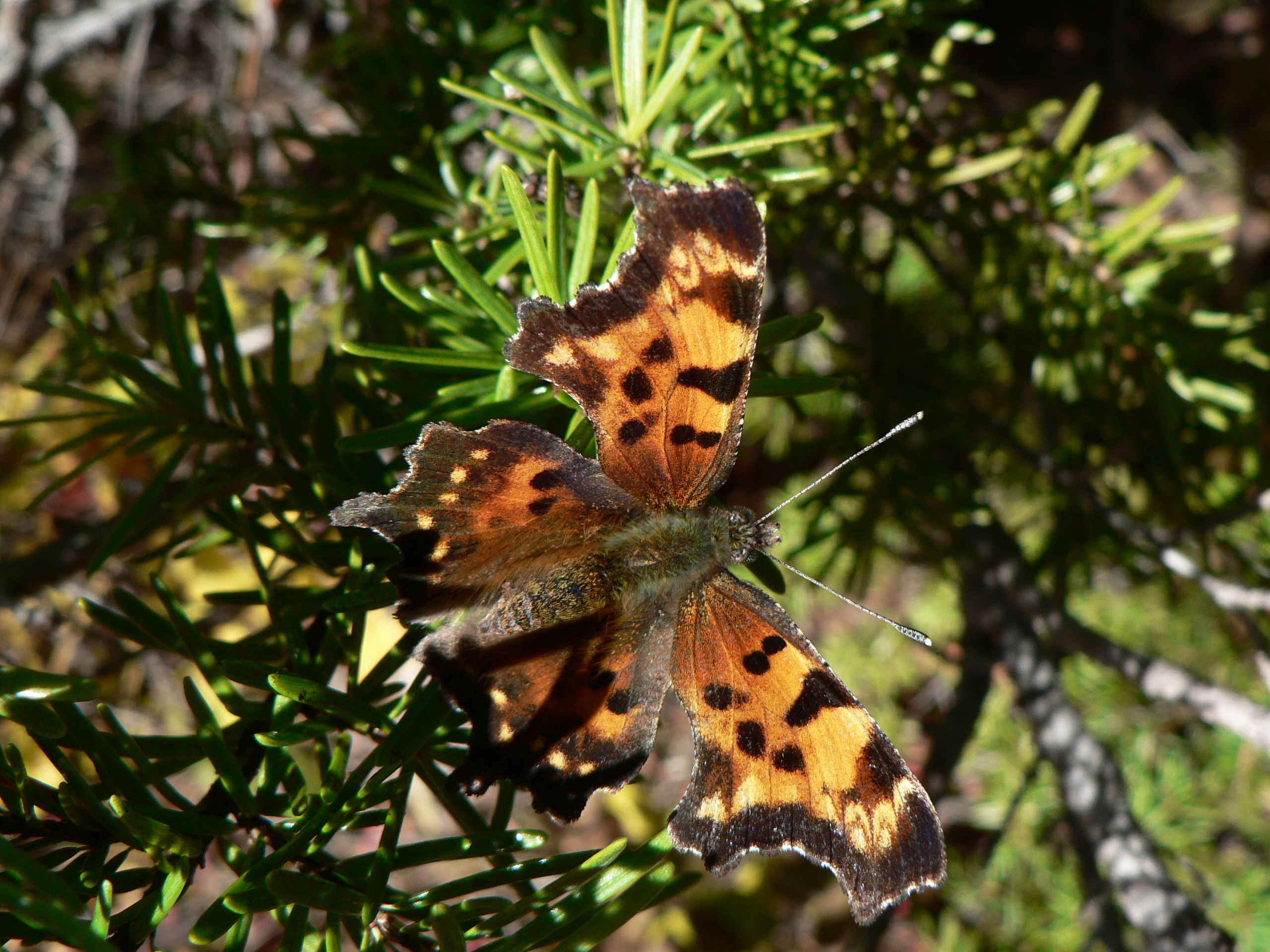
Flügeloberseite von Polygonia faunus

Polygonia faunus (Syn.: Nymphalis faunus) ist ein Schmetterling (Tagfalter) aus der Familie der Edelfalter (Nymphalidae).

## Merkmale

### Falter
Die Falter erreichen eine Flügelspannweite von 45 bis 64 Millimetern. Alle Flügel sind am Außenrand sehr stark gezackt und haben auf der Oberseite eine rotbraune bis gelbbraune Grundfarbe, die zum Außenrand hin dunkler wird. Außerdem sind sie mit einigen dunklen Flecken versehen. Die Flügelunterseiten sind in verschiedenen Brauntönen leicht marmoriert. Für die Art typisch ist eine schmale grünliche Musterung nahe dem Außenrand, weshalb sie im englischen Sprachgebrauch auch als Green Comma bezeichnet wird. Auffällig ist das weiße C-Zeichen in der Mitte der Hinterflügel.

### Ei, Raupe, Puppe
Die grünen Eier werden einzeln auf Ober- oder Unterseite der Nahrungspflanzen abgelegt.
Erwachsene Raupen zeigen überwiegend graue bis schwarze Grundtönungen und sind mit orangen Längslinien versehen. Die Quereinschnitte zwischen den einzelnen Segmenten sind zumeist schwarz oder cremefarben. Über den gesamten Körper sind weißliche und schwärzliche Dornen verteilt.
Die Stürzpuppe hat eine hellbraune oder dunkelgraue Farbe und ist mit zwei deutlichen Hörnern am Kopf versehen.

### Ähnliche Arten
Sämtlichen Arten die ähnliche Flügeloberseiten zeigen wie Polygonia comma, Polygonia interrogationis und Polygonia satyrus, fehlt die grünliche Zeichnung auf der Flügelunterseite. Diese fehlt auch dem C-Falter (Polygonia c-album), der zudem nur im europäischen, asiatischen und nordafrikanischen Raum vorkommt. Somit gibt es in diesem Fall keine Überlappung der Verbreitungsgebiete zu Polygonia faunus.

## Verbreitung und Lebensraum
Polygonia faunus kommt vom Süden Alaskas quer über die mittleren Bundesstaaten der USA bis zur Ostküste sowie in einigen Provinzen Kanadas vor. Die Verbreitung erstreckt sich im Süden bis in die nördlichen Regionen von Kalifornien, Georgia und New Mexico. Die Tiere bevorzugen feuchtes Gelände, beispielsweise Ufergebiete von Flüssen oder schattige Wälder.

## Lebensweise
Die Art bildet meist eine Generation pro Jahr aus und überwintert als Falter. Nur in den südlichsten Vorkommensgebieten können auch zwei Generationen im Jahr auftreten. Hauptflugzeit sind die Monate Juni bis August. In Ruhestellung sitzen die Falter gerne am Boden und klappen ihre Flügel aufrecht zusammen. Sie wirken dann wie ein verwelktes Blatt und sind für Fressfeinde kaum zu erkennen. Sie saugen zur Aufnahme von Nahrung, Flüssigkeit und Mineralien an Blüten, Wasserstellen, Aas oder Dung. Die Raupen leben im Gegensatz zu ähnlichen Arten nicht in versponnenen Nestern. Sie ernähren sich von den Blättern einer Vielzahl verschiedener Pflanzen, beispielsweise von Weiden- (Salix), Pappel- (Populus),  Birken- (Betula) oder Erlenarten. Die kalifornischen Populationen bevorzugen die Blätter der Westlichen Azalee (Rhododendron occidentale). Bei Zuchten wurden auch Brennnesselgewächse (Urticaceae) als Nahrung angenommen.

## Unterarten
Neben der Nominatform Polygonia faunus faunus werden folgende Unterarten unterschieden:
- Polygonia faunus arcticus
- Polygonia faunus fulvescens
- Polygonia faunus hylas
- Polygonia faunus rusticus
- Polygonia faunus smythi